# Moondog Spike
Bill Smithson (31 maggio 1950 – Memphis, 21 marzo 2013) è stato un wrestler statunitense che ha combattuto con il ring name di Moondog Spike nella stable dei Moondogs durante i primi anni novanta.

## Carriera
Allenato da Tojo Yamamoto nel Tennessee, Smithson debuttò nel mondo del wrestling nel 1978 come partner di coppia di Jerry Ralph in una delle molte incarnazioni del tag team denominato "Inferno", guidato dal manager Mike Duprée. Nella metà degli anni ottanta, sotto il nome di Dizzy Golden, formò un tag team con il fratello (nella storyline) Mike Golden nell'area della Mid-South, dove vinse il Texas All-Star U.S.A. Tag Team Championship in due occasioni durante un feud con il "Dream Team" di King Parsons e Tiger Conway Jr. nel 1986. I due "fratelli" Golden furono gli ultimi detentori del titolo in questione, in quanto le cinture furono abolite nel novembre 1986 a seguito dell'acquisizione della compagnia da parte della World Class Championship Wrestling. Giunse poi alla ICW nel New England, dove adottò l'identità di Moondog Spike a fine 1987. Smithson riuscì a conquistare il titolo ICW Heavyweight Title e due volte le cinture di coppia (una volta insieme a Moondog Spot, e l'altra con Tony Rumble).
Nel 1991, Smithson iniziò a fare coppia con Moondog Spot anche nella United States Wrestling Association. Insieme, i due Moondogs ebbero diversi e violenti feud con Jeff Jarrett e Jerry "The King" Lawler.
A seguito del ritiro di Moondog Spot dell'anno successivo, Lanny Keane Jr. lo sostituì nel tag team prendendo il nome di Moondog Cujo. Smithson e Keane Jr. si scontrarono con i The Dogcatchers e vinsero le cinture di USWA Southern Tag Team Championships molte volte prima che Lanny Keane lasciasse per intraprendere la carriera di lottatore solista con l'identità di Bloody Ox Brody. Smithson sparì dalla circolazione poco tempo dopo lo scioglimento del tag team, probabilmente a causa di problemi di salute connessi all'obesità, e da allora non ha più combattuto.

## Titoli e riconoscimenti
- International Championship Wrestling (New England)
  - ICW Heavyweight Championship (1)
  - ICW Tag Team Championship (2) - con Moondog Spot (1) e The Dungeon Master (1)
- Texas All-Star Wrestling
  - Texas All-Star USA Tag Team Championship (2) con Mike Golden
- United States Wrestling Association
  - USWA World Tag Team Championship (6) - con Moondog Spot (3), Moondog Cujo (2) e Mike Lozansky (1)[2]
- Pro Wrestling Illustrated
  - PWI lo classificò alla posizione numero 150 nella lista dei migliori 500 wrestler nei PWI 500 del 1992.